# Jean Pierre Antoine Tassaert
Jean-Pierre-Antoine Tassaert (Antuérpia, 1727 — Berlim, 21 de janeiro de 1788) foi um escultor de origem flamenca. 
Mudou-se jovem para Paris, onde trabalhou no atelier de Michel Ange Slodtz, membro de uma dinastias de escultores que trabalhavam para a corte. Após a morte de Slodtz, em 1764, se transformou em um escultor independente. Em 1774, após uma década de sucesso em Paris, foi chamado a Berlim, onde foi nomeado escultor da corte de Frederico, o Grande, para quem realizou diversas esculturas decorativas em Potsdam. 
Dirigiu os trabalhos de escultura no Academia, seu destacado pupilo e sucessor foi Johann Gottfried Schadow. 
Era sobrinho de Jean Pierre Tassaert (1651-1725) e neto de Pierre Tassaert, ambos pintores em Antuérpia.

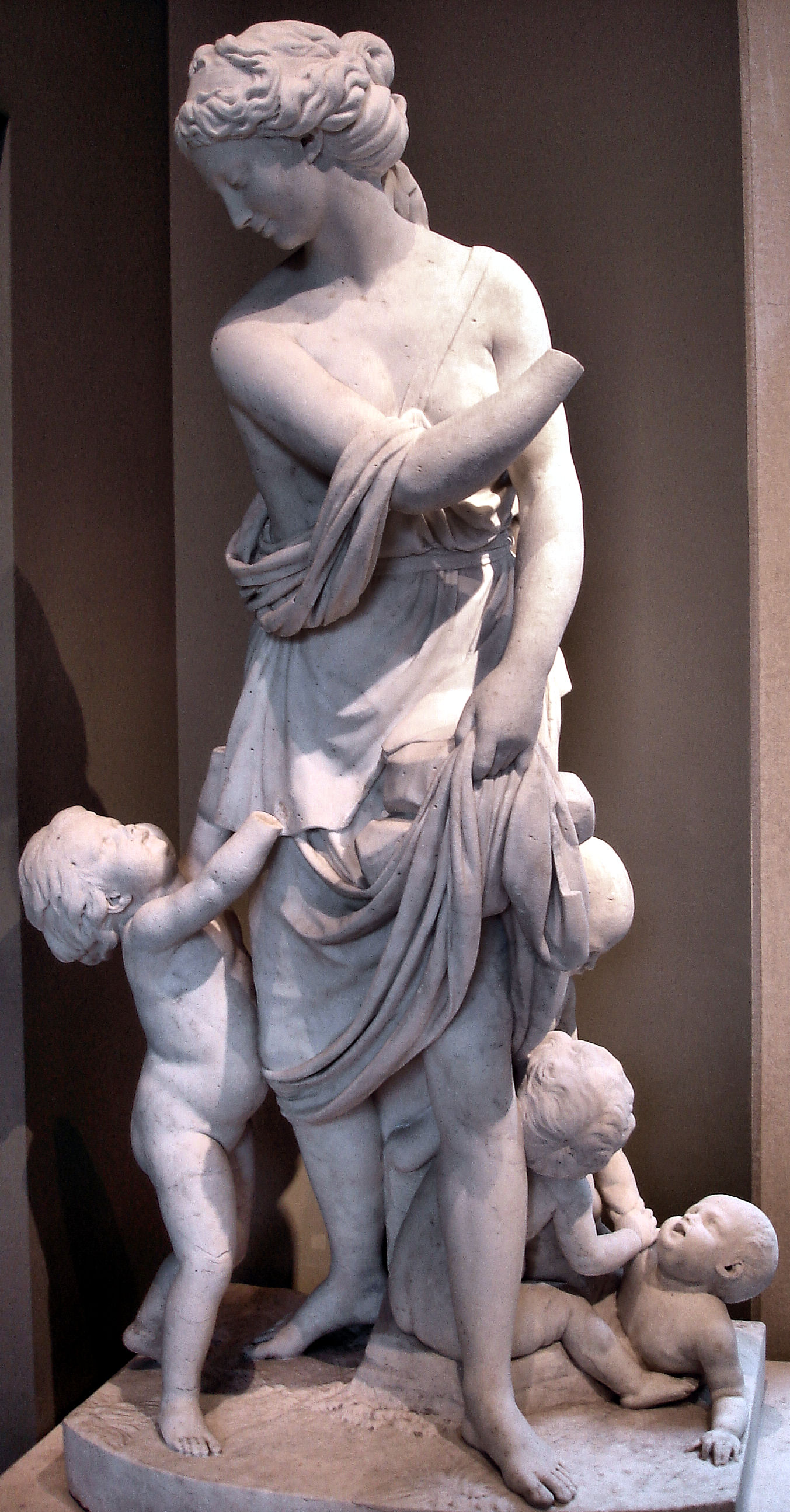
Pyrrha

Seus trabalhos hoje estão expostos National Gallery of Art, Museu do Louvre, Museu Hermitage) 